# Novodomské rašeliniště
Novodomské rašeliniště je národní přírodní rezervace v Krušných horách. Nachází se mezi Horou Svatého Šebestiána a Kalkem v okrese Chomutov v Ústeckém kraji. Předmětem ochrany jsou přirozené lesní porosty tvořené společenstvy rašelinných smrčin, březin a vrchovišť s klečí a přirozená bezlesí tvořená společenstvy otevřených vrchovišť, vrchovištních šlenků a lučních pramenišť. Mezi ohrožené druhy rostlin v chráněném území patří bříza trpasličí, rosnatka okrouhlolistá nebo šicha černá a z živočichů například tetřívek obecný, netopýr černý nebo sýc rousný.

## Historie
Nejstarší zprávy o těžbě rašeliny v oblasti novodomského rašeliniště pochází z osmnáctého století, ale intenzivní těžba borkováním probíhala zejména po roce 1920 a skončila v období druhé světové války. Rašelina se využívala jako stelivo pro dobytek a vyráběly se z ní brikety. Stopy po těžbě jsou v malé míře patrné severně od Nového rybníka, který vznikl zaplavením části dolového pole. V době činnosti okolních železnorudných dolů se v přiléhajících lesích těžilo dřevo určené k výrobě dřevěného uhlí. V důsledku toho došlo k přeměně smrkových lesů s vtroušenou jedlí, břízou a bukem na čistě smrkové porosty.
Od šedesátých let dvacátého století docházelo k imisím plynů ze spalování hnědého uhlí, které způsobily zánik lesů v okolí rašelinišť. Oslabené lesy v šedesátých a sedmdesátých letech dvacátého století navíc postihla kůrovcová kalamita. V roce 1979 se přemnožila hřebenule ryšavá (Neodiprion sertifer), která holožírem poškodila 90 % porostu Jezerního rašeliniště. Při obnově lesů bylo území v okolí rašelinišť odvodněno, buldozery shrnuly vrchní vrstvu půdy a odumřelé stromy byly nahrazeny nepůvodními dřevinami jako smrk pichlavý (Picea pungens), modřín opadavý (Larix decidua) nebo různými druhy borovic.
Chráněné území poprvé vyhlásilo ministerstvo kultury a informací dne 18. listopadu 1967 jako státní přírodní rezervaci. Ve stejné kategorii bylo znovu vyhlášeno ministerstvem kultury 29. prosince 1987 s rozlohou 312,61 hektaru. Naposledy bylo vyhlášeno ministerstvem životního prostředí v kategorii národní přírodní rezervace dne 1. srpna 2014. Rezervace je v Ústředním seznamu ochrany přírody evidována pod číslem 278. Oblast spravuje Agentura ochrany přírody a krajiny ČR, regionální pracoviště Správa CHKO Slavkovský les. Od 13. ledna 2005 je rezervace součástí ptačí oblasti Novodomské rašeliniště – Kovářská s rozlohou 159,626 km² a od 15. dubna 2005 také evropsky významné lokality Novodomské a Polské rašeliniště s celkovou rozlohou 26,143 km².

## Přírodní poměry

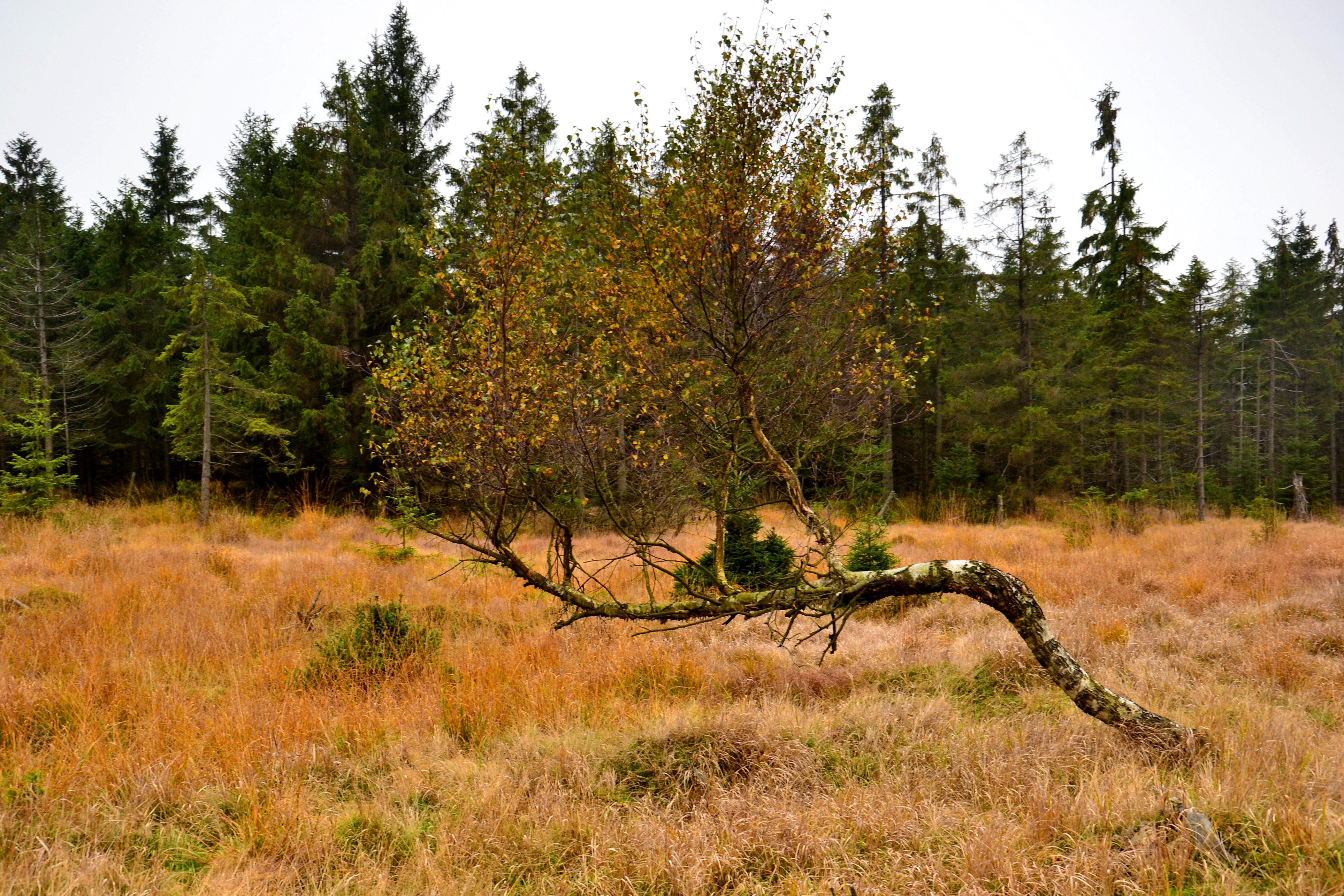
Vlčiny

Chráněné území s rozlohou 650,8713 hektaru se nachází v Krušných horách v nadmořské výšce 778–838 metrů v katastrálních územích Pohraniční a Načetín u Kalku. Rozsáhlé rašeliniště vzniklo spojením tří původně samostatných ložisek rašeliny. Největší střední část chráněného území se označuje jako Jezerní rašeliniště (německy Seeheide). Na ně na severozápadě navazuje Načetínské rašeliniště (Keilheide) a na východě tzv. Vlčina (Bei sechs Wölfen) v prostoru severně od Nového a Starého rybníka. Území mezi Načetínským a Jezerním rašeliništěm se nazývalo Ochsenstaller Heide.

### Geologie
Geologické podloží tvoří horniny kateřinsko-reizenhainské klenby krušnohorského krystalinika, které jsou zastoupeny ortorulami a muskovitickými až dvojslídnými zbřidličnatělými pararulami. Na kontaktech obou typů hornin vyvěraly prameny, které vedly ke vzniku rašelinišť. Na rulových zvětralinách se podle plánu péče vyvinul jako půdní typ podzol, ale podle Půdní mapy ČR podzoly zasahují jen do jihozápadní částí chráněného území, zatímco ve zbývající části se, mimo oblasti rašeliny, vyvinuly gleje.
V letech 1960–1961 proběhlo měření části rašelinišť, ve kterých hloubka rašeliny dosahovala alespoň padesát centimetrů. Podle něho Načetínské rašelinště měřilo 75,26 hektaru a maximální hloubka rašeliny dosahovala 6,8 metru. Jezerní rašeliniště s Vlčinami měřilo 291,61 hektaru a hloubka dosahovala až 7,5 metru. Rašelina je rašeliníkového a rašeliníko-suchopýrového typu a její pH se pohybuje od 2,9 do 5,5.

### Geomorfologie
V geomorfologickém členění Česka leží lokalita v Krušných horách, které jsou součástí Krušnohorské hornatiny, konkrétně v jejich podcelku Loučenská hornatina. Většina chráněného území patří do okrsku Přísečnická hornatina, ale přibližně podél severovýchodní hranice území vede také hranice okrsků, a zejména oblast Vlčin severně od Starého rybníka náleží k rudolické hornatině. Jednotlivé oblasti výskytu rašelin jsou typickými vrchovišti s centrální vyvýšenou oblastí obklopenou vrchovištním svahem a okrajovou částí zvanou lagg. Nezaplavené části jsou pokryté drobnými kopečky zvanými bulty a prohlubněmi mezi nimi (šlenky).

### Hydrologie

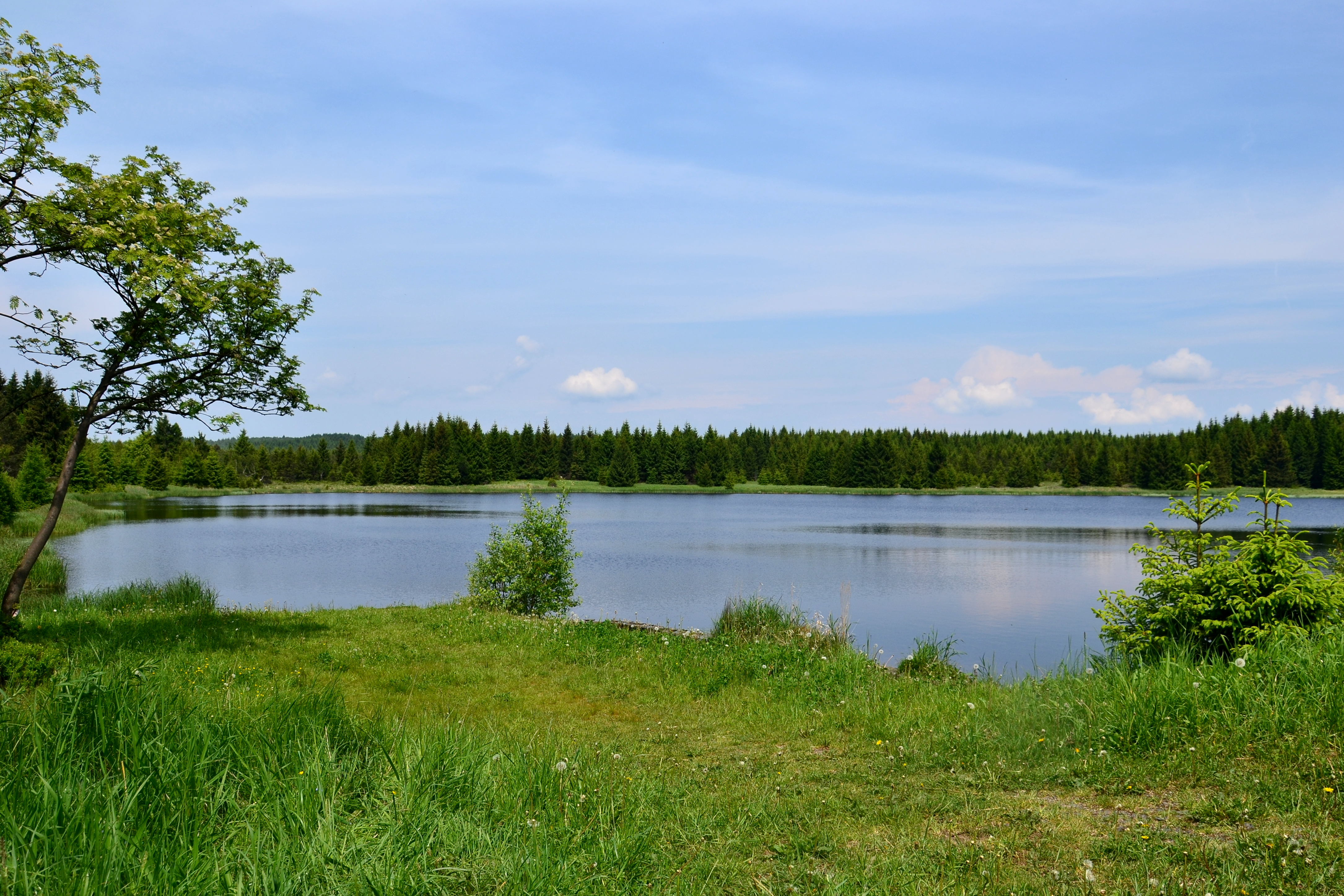
Starý rybník

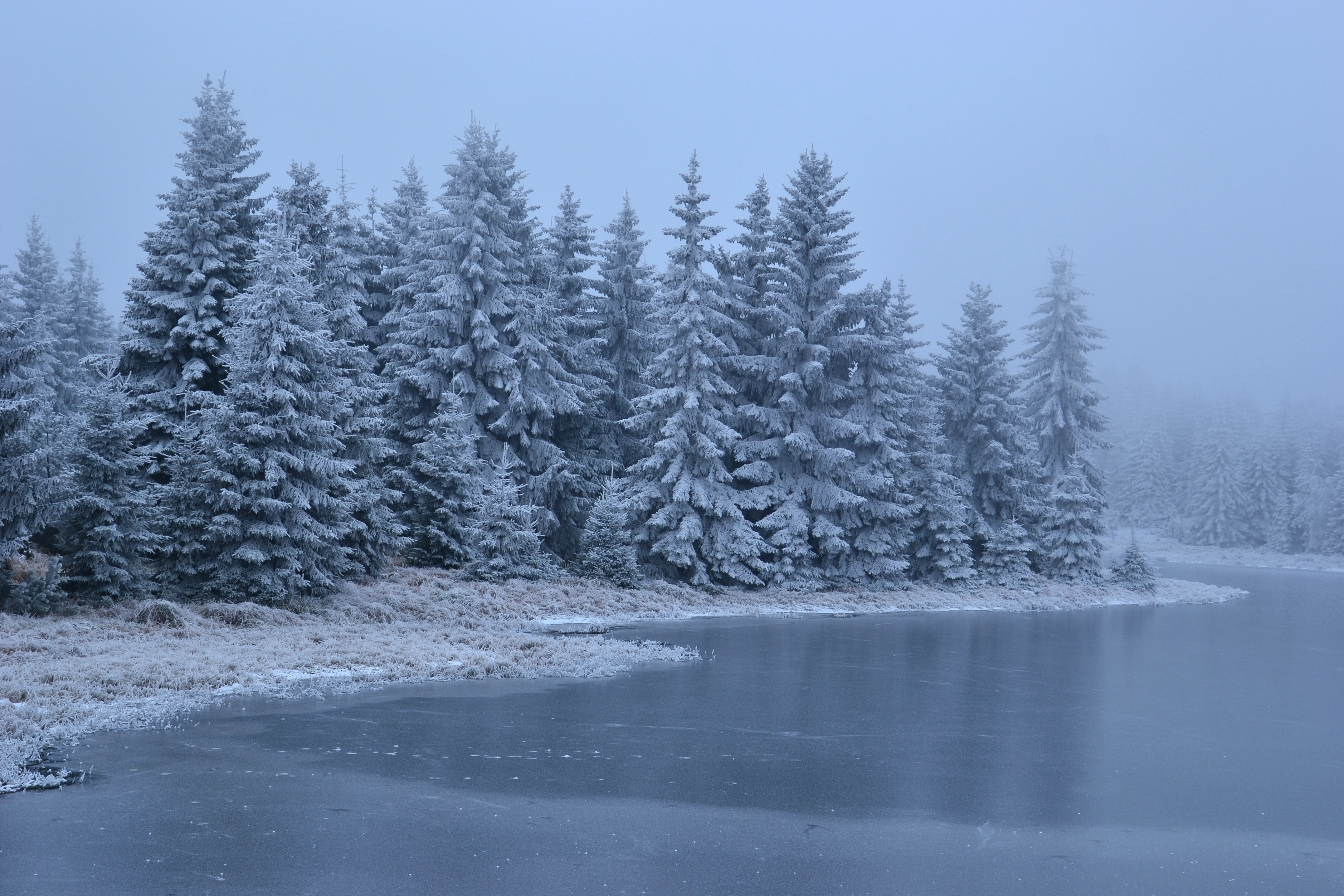
Nový rybník

V chráněném území pramení množství drobných vodních toků, které stékají do údolí Kameničky, Načetínského potoka nebo Černé. Všechny patří k povodí Labe, ale zatímco Kamenička odvádí vodu do Chomutovky a dále do Ohře, Načetínský potok a Černá tečou na opačnou stranu Krušných hor a vlévají se do Flájského potoka, který vodu odvádí postupně do Zschopau, Freiberské Muldy, Muldy a teprve ta se vlévá do Labe. Největšími vodními plochami v rezervaci jsou Starý a Nový rybník. V Jezerním rašeliništi se nachází jezírko napájené pravděpodobně silnými prameny, které dokáží narušit vegetaci a sedimenty nad dně, ale i tak jezírko po značnou část roku vysychá. Rašelinné jezírko bývalo i v Načetínském rašeliništi, ale zaniklo a zůstaly po něm pouze stopy v terénu.

### Podnebí
V rámci Quittovy klasifikace podnebí Novodomské rašeliniště leží v chladné oblasti CH6, pro kterou jsou typické průměrné teploty −4 až −5 °C v lednu a 14–15 °C v červenci. Průměrná roční teplota je asi 5,1 °C. Roční úhrn srážek dosahuje 915 milimetrů, vegetační období trvá v průměru 123 dní a sníh zde leží 120–140 dní v roce.

### Flóra
V chráněném území existuje šest druhů cenných ekosystémů, z nichž největší část (60 %) zabírají vrchoviště s klečí. Původní borovice blatka (Pinus rotundata) zde byla nahrazena vikarizující klečí (Pinus mugo var. pseudopumilio). Její porost v Novodomském rašeliništi je pravděpodobně největší v Česku. Téměř třetinu území zabírají exhalacemi poškozené rašelinné smrčiny. Roste v nich jen málo dospělých stromů, ale dochází k jejich četnému zmlazování a tím i celkové obnově.
Zbývající druhy ekosystémů zabírají maximálně po dvou procentech rozlohy. Patří k nim rašelinné březiny na východním okraji Načetínského rašeliniště a v přechodové části mezi ním a Jezerním rašeliništěm. Bříza pýřitá (Betula pubescens) je v nich nahrazena břízou karpatskou (Betula carpatica). Ve světlinách březin na rozhraní obou rašelinišť existují malé plošky lučních pramenišť bez tvorby pěnovců. K nejvzácnějším částem, s častým výskytem ohrožených druhů rostlin, patří ekosystémy otevřených vrchovišť a vrchovištní šlenky. Oba typy se nachází ve vrcholových částech Načetínského a Jezerního rašeliniště.
Jedním ze silně ohrožených druhů rostlin v Novodomském rašeliništi je bříza trpasličí (Betula nana). Původně rostla na několika lokalitách na okrajích porostů kleče, ale okolo roku 2018 zůstaly jen dvě místa výskytu. V podrostu borovic roste také silně ohrožená šicha černá (Empetrum nigrum), ohrožená klikva bahenní (Vaccinium oxycoccos) a vzácně také rojovník bahenní (Rhododendron tomentosum). Ve vrcholových částech obou rašelinišť se vyskytují až tisíce jedinců kriticky ohrožené rosnatky okrouhlolisté (Drosera rotundifolia) a stovky rostlin ohrožené kyhanky sivolisté (Andromeda polifolia). Šlenky a okrajové laggy vrchovišť si vybírá ohrožený prstnatec Fuchsův (Dactylorhiza fuchsii) a silně ohrožená ostřice mokřadní (Carex limosa). Na okrajích cest vzácně roste koprník štětinolistý (Meum athamanticum) a v oblasti pramenišť rostou desítky rostlin zdrojovky potoční (Montia hallii), jejíž výskyt na lokalitě je nestálý.

Rostliny v Načetínském rašeliništi
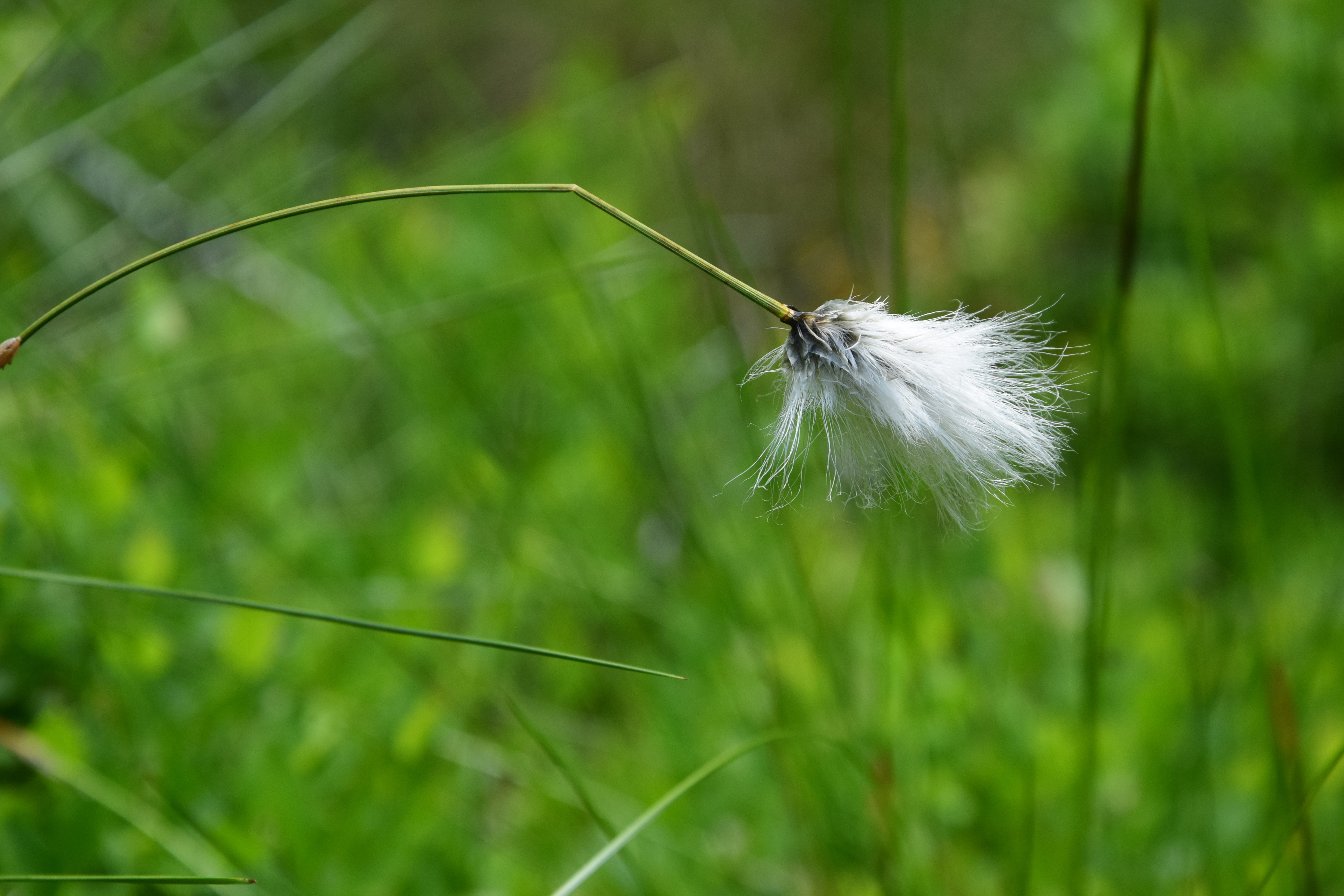
Suchopýr pochvatý
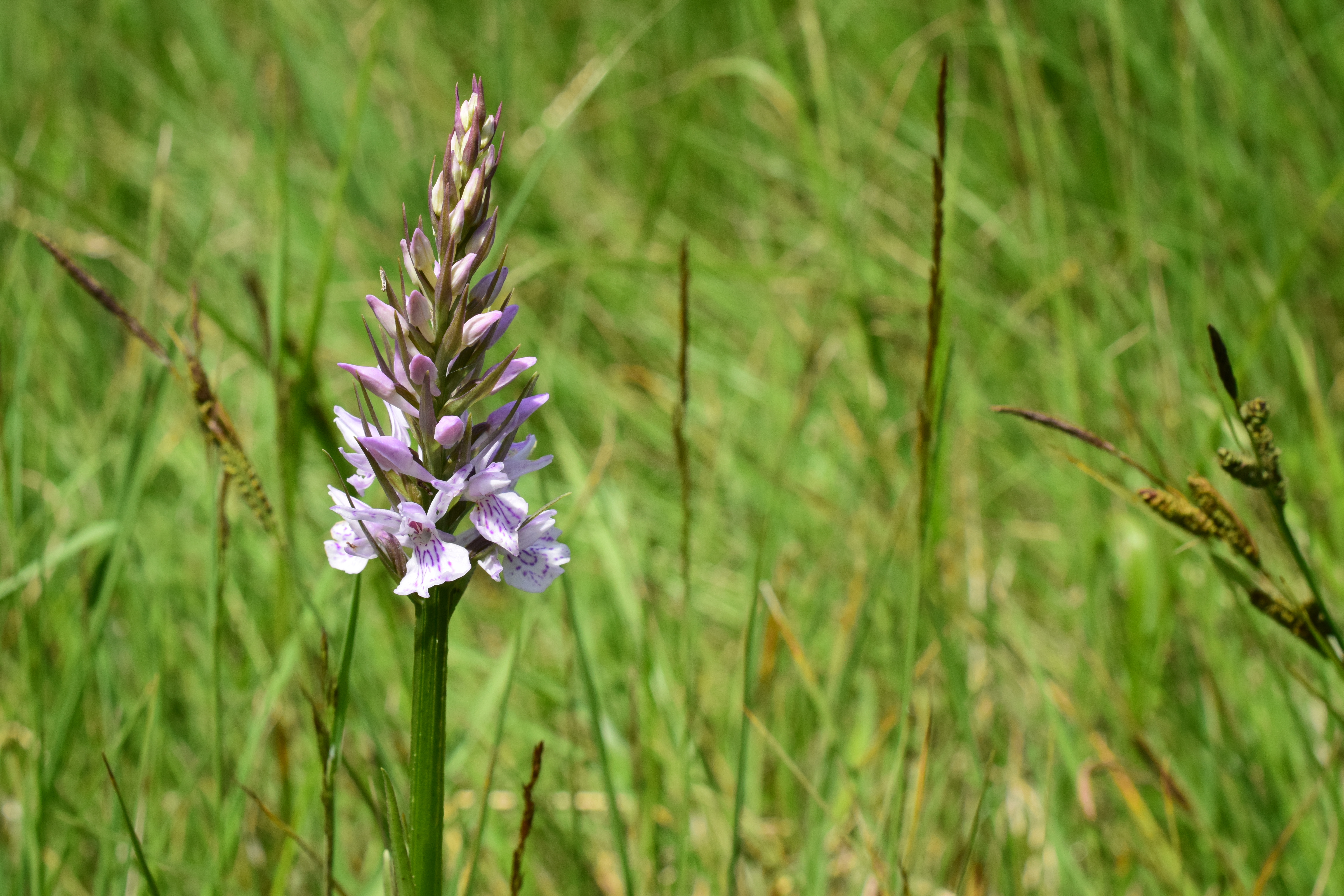
Prstnatec Fuchsův
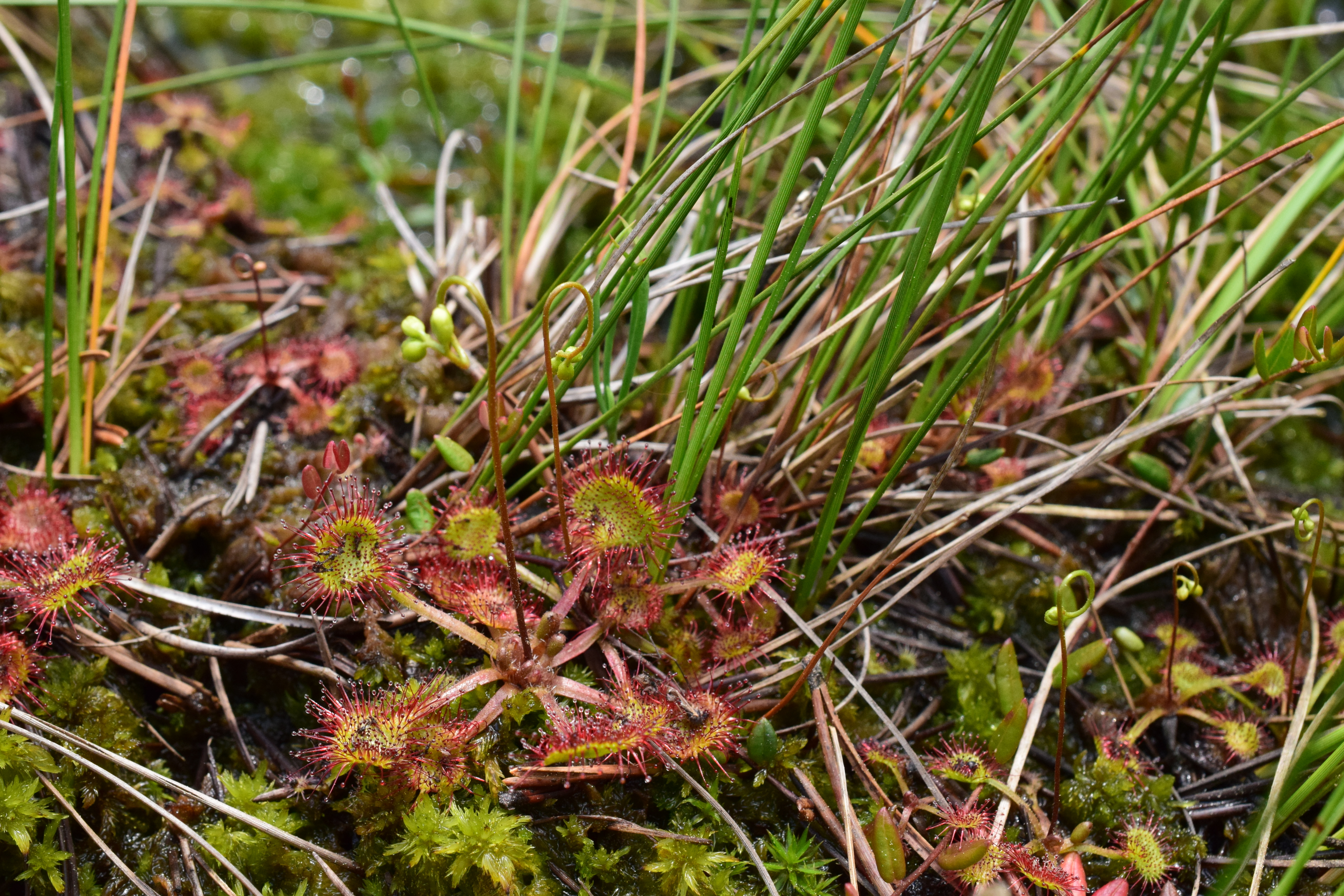
Rosnatka okrouhlolistá
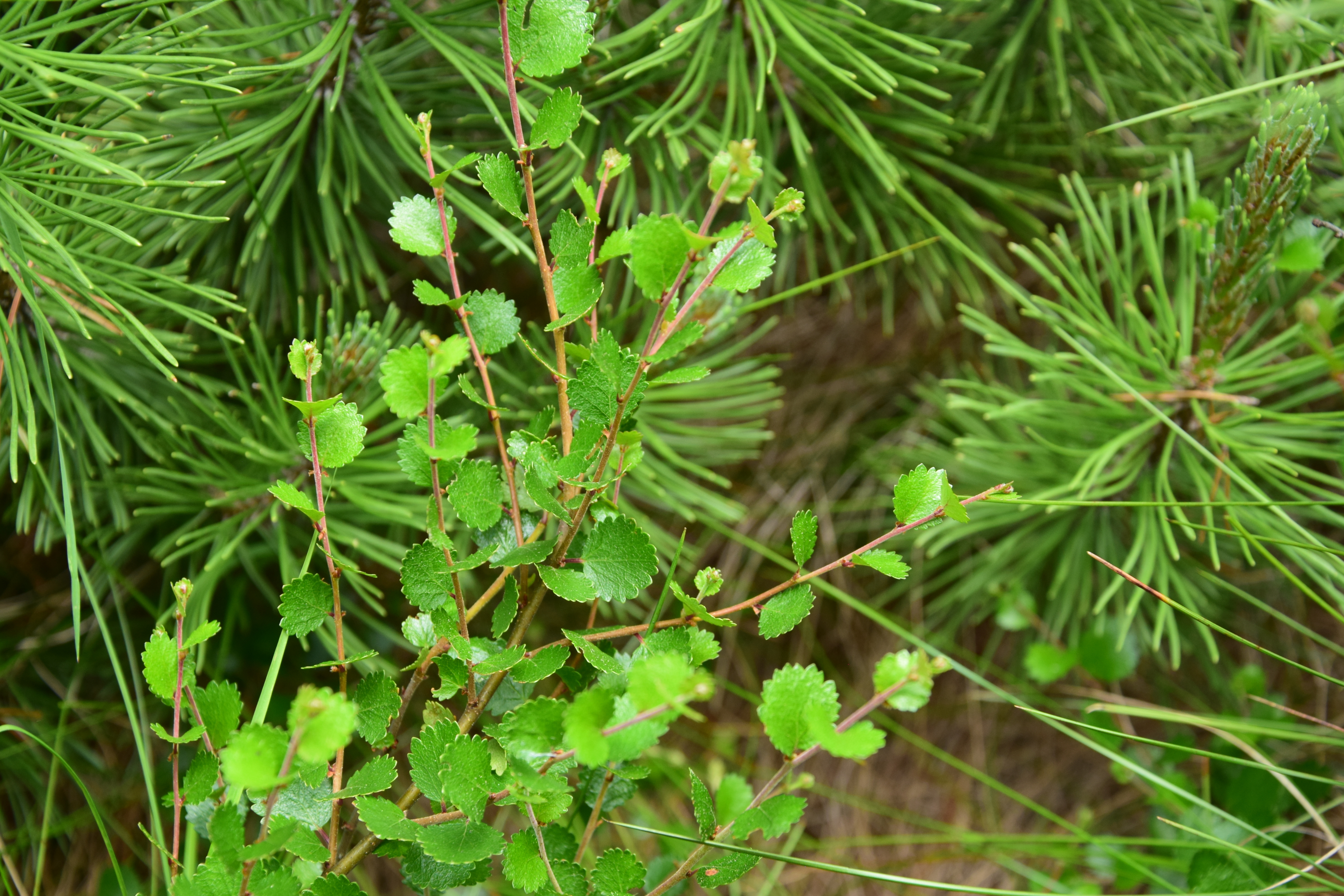
Bříza trpasličí
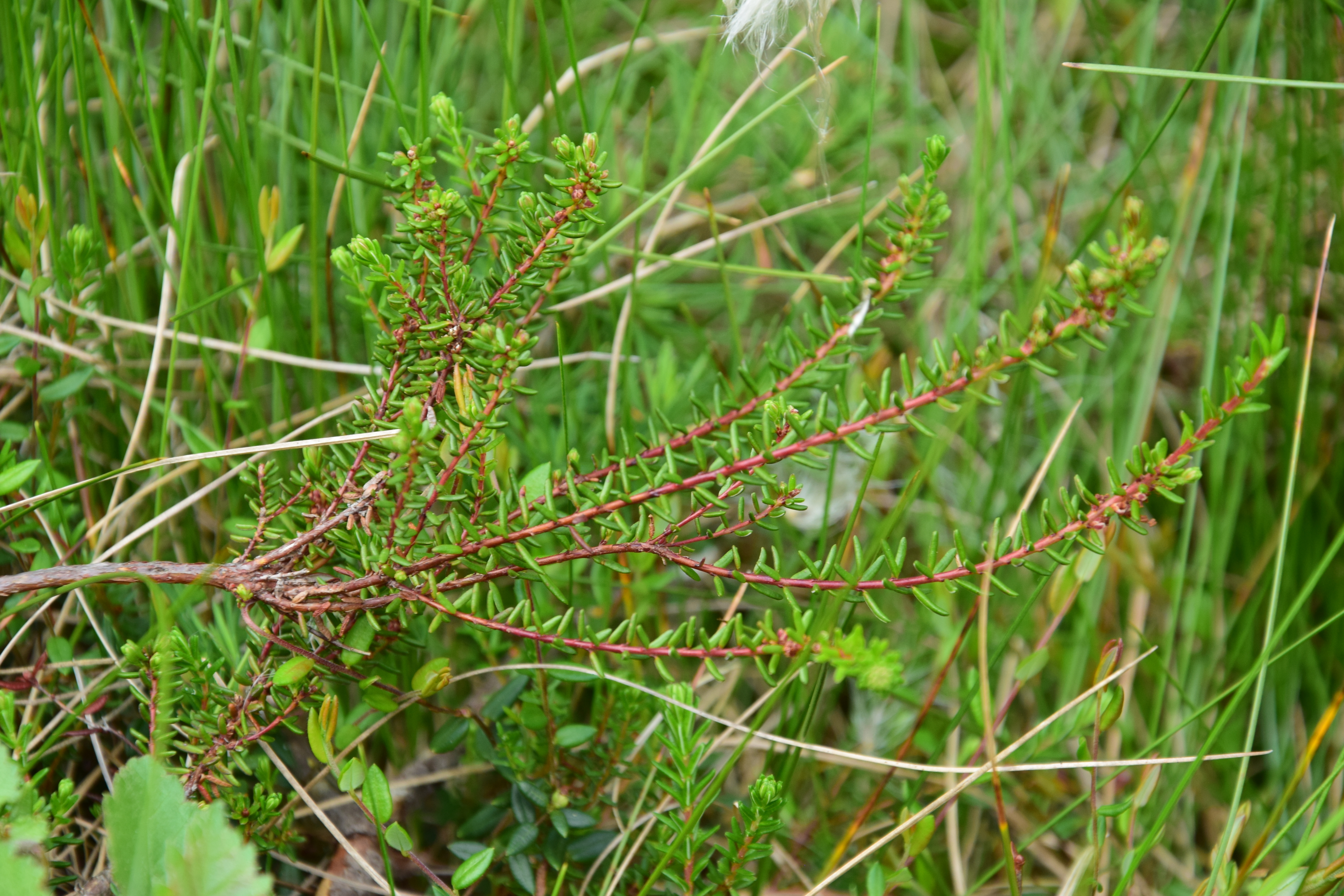
Šicha černá

### Fauna
Mezi nejvzácnější živočichy v Novodomském rašeliniště patří v Česku kriticky ohrožený netopýr černý (Barbastella barbastellus), jehož výskyt byl zaznamenán v okolí Nového rybníka. Žije zde také malá populace tetřívka obecného (Tetrao tetrix), kterého bylo v době okolo roku 2018 napočítáno 6–10 kohoutků. Právě na zvětšení jeho populace jsou zaměřená ochranářská opatření, která spočívají v udržování mozaikovité struktury prostředí, zajištění dostatečné potravní nabídky a omezení predátorů nebo rušivých vlivů člověka.
K dalším v rezervaci hnízdícím ptákům patří silně ohrožení bekasina otavní (Gallinago gallinago), krahujec obecný (Accipiter nisus), moták pilich (Circus cyaneus), kulíšek nejmenší (Glaucidium passerinum), sýc rousný (Aegolius funereus), vodouš kropenatý (Tringa ochropus), skřivan lesní (Lullula arborea) a kos horský (Turdus torquatus). Do chráněného území zalétává výr velký (Bubo bubo) a čáp černý (Ciconia nigra). Z dalších ohrožených druhů ptáků zde hnízdí bramborníček hnědý (Saxicola rubetra), sluka lesní (Scolopax rusticola), jestřáb lesní (Accipiter gentilis), ořešník kropenatý (Nucifraga caryocatactes), vlaštovka obecná (Hirundo rustica), rorýs obecný (Apus apus), ťuhýk obecný (Lanius collurio) a ťuhýk šedý (Lanius excubitor).
V okolí vodních ploch byli pozorováni silně ohrožení netopýr vodní (Myotis daubentonii), netopýr severní (Eptesicus nilssonii), netopýr rezavý (Nyctalus noctula) a netopýr pestrý (Vespertilio murinus). Po celé ploše se běžně vyskytuje ještěrka živorodá (Zootoca vivipara) a v Novém rybníce žije čolek obecný (Lissotriton vulgaris). Zejména v okrajových částech území se vyskytují desítky exemplářů silně ohroženého slepýše křehkého (Anguis fragilis), kriticky ohrožené zmije obecné (Vipera berus) a zaznamenán byl také vlk obecný (Canis lupus).
Během průzkumu střevlíkovitých brouků a mravenců uskutečněného v roce 2002 bylo na území rezervace nalezeno deset druhů mravenců. Nejčastěji zaznamenanými druhy byli mravenec rezavý (Myrmica ruginodis) se 140 koloniemi a mravenec obrovský (Camponotus herculeanus) s 51 koloniemi. Kromě dalších druhů byla zjištěna také jedna kolonie mravence hranatého (Harpagoxenus sublaevis), u kterého se jedná o první zaznamenaný výskyt v okrese Chomutov. Během stejného výzkumu bylo zjištěno také 25 druhů pestřenek (Syrphidae).

## Rizika
Vliv dlouhodobé ochrany a omezené hospodářské i rekreační využití území se na stavu lokality projevuje pozitivně. K negativním vlivům činnosti člověka patří přetrvávající vliv imisí, intenzivní lesnické hospodaření v přilehlých lesních porostech (vápnění, obnova melioračních příkopů, vysazování nepůvodních dřevin), vysoké stavy jelení zvěře, prasat divokých, lišek a mývala severního (Procyon lotor). Zatímco jelení zvěř ohrožuje zejména vegetaci trusem, přímou likvidací ohrožených druhů a zavlékáním nepůvodních druhů rostlin, ostatní druhy zvířat jsou rizikem spíše pro populaci tetřívka obecného a jiné živočichy. Starší lesnická opatření v podobě průseků a odvodňovacích příkopů postupně zanikají a získávají charakter rašelinišť. Samotné průseky jsou však vhodné k udržení populace tetřívka. Mimo chráněné území odvodňovací příkopy stále fungují a způsobují pokles hladiny podzemní vody.

## Přístup
Okrajové části území jsou přístupné po zpevněných cestách. Podél severozápadní části hranice vede silnice III. třídy z Načetína do Pohraniční. Podél ní je modře vyznačena turistická trasa, která pokračuje také podle severovýchodní hranice a jižně od Jeleního vrchu vede v místech mezi Jezerním rašeliništěm a Vlčinami přímo chráněným územím. Podél značné části jižní hranice vede červeně značená trasa z Hory Svatého Šebestiána do Zákoutí. Po převážně stejných cestách vedou také značené cyklotrasy č. 23, 3078 a 3081. Střed rezervace je přístupný jen s obtížemi a jeho návštěvnost je zanedbatelná.